# Oskars Ikstēns
Oskars Ikstēns (Riga, 23 gennaio 1991) è un giocatore di calcio a 5 e calciatore lettone, attaccante del New Project.

## Carriera
Ikstēns è attivo sia nel calcio che nel calcio a 5, essendo membro della Nazionale lettone di quest'ultima disciplina. Ha vestito la maglia del Nikars, per cui ha giocato anche la Coppa UEFA 2014-2015.
Per quanto concerne l'attività calcistica, Ikstēns ha giocato con la maglia dello Jūrmala. Con questa squadra, ha esordito in 1. Līga in data 2 maggio 2010: ha sostituito Vladimirs Nosiks nella sconfitta casalinga per 1-3 contro il Daugava/RFS. Il 16 maggio successivo ha trovato la prima rete, sancendo così il successo per 1-0 sullo Jelgava-2. Al termine della stagione, lo Jūrmala ha raggiunto la promozione in Virslīga.
Ha iniziato la stagione successiva sempre nelle file dello Jūrmala, per poi passare in prestito allo RFS Riga. Ha poi fatto ritorno in squadra in vista dell'annata seguente, in cui ha potuto debuttare nella massima divisione locale: è stato impiegato da titolare nella sconfitta per 2-0 sul campo del Metalurgs Liepāja. Ha rescisso il contratto che lo legava allo Jūrmala a luglio 2013.
In data 10 maggio 2017 ha firmato ufficialmente un contratto con i norvegesi dell'Eiger, militanti in 4. divisjon, quinto livello del campionato locale: Ikstēns è arrivato in squadra proveniente dall'Ogre. Ha esordito in squadra l'11 maggio, in occasione della sconfitta per 2-0 maturata sul campo dell'Hundvåg. Il 19 maggio ha trovato le prime reti, con una doppietta messa a referto nel successo interno per 5-1 sul Klepp.
Il 5 giugno 2013 ha giocato una partita per la Lettonia under 23: è subentrato ad Aleksandrs Baturinskis nella vittoria per 0-2 contro l'Estonia. Ha rappresentato la Lettonia anche a livello Under-19, nel 2009.

## Statistiche

### Presenze e reti nei club
Statistiche aggiornate al 7 giugno 2017.
| Stagione       | Club           | Campionato     | Campionato | Campionato | Coppe nazionali | Coppe nazionali | Coppe nazionali | Coppe continentali | Coppe continentali | Coppe continentali | Supercoppe | Supercoppe | Supercoppe | Totale | Totale |
| Stagione       | Club           | Comp           | Pres       | Reti       | Comp            | Pres            | Reti            | Comp               | Pres               | Reti               | Comp       | Pres       | Reti       | Pres   | Reti   |
| -------------- | -------------- | -------------- | ---------- | ---------- | --------------- | --------------- | --------------- | ------------------ | ------------------ | ------------------ | ---------- | ---------- | ---------- | ------ | ------ |
| 2010           | Jūrmala        | 1L             | 5          | 1          | CL              | 1               | 0               | -                  | -                  | -                  | -          | -          | -          | 6      | 1      |
| gen.-lug. 2011 | Jūrmala        | VL             | 0          | 0          | CL              | 0               | 0               | -                  | -                  | -                  | -          | -          | -          | 0      | 0      |
| lug.-dic. 2011 | RFS Riga       | 1L             | ?          | ?          | CL              | 1               | 0               | -                  | -                  | -                  | -          | -          | -          | 1+     | 0+     |
| 2012           | Jūrmala        | VL             | 19         | 0          | CL              | 1               | 1               | -                  | -                  | -                  | -          | -          | -          | 20     | 1      |
| gen.-lug. 2013 | Jūrmala        | VL             | 7          | 1          | CL              | 0               | 0               | -                  | -                  | -                  | -          | -          | -          | 7      | 1      |
| Totale Jūrmala | Totale Jūrmala | Totale Jūrmala | 31         | 2          |                 | 2               | 1               |                    | -                  | -                  |            | -          | -          | 33     | 3      |
| mag.-dic. 2017 | Eiger          | 4D             | 4          | 6          | CN              | -               | -               | -                  | -                  | -                  | -          | -          | -          | 4      | 6      |
| Totale         | Totale         | Totale         | ?          | ?          |                 | ?               | ?               |                    | -                  | -                  |            | -          | -          | ?      | ?      |